# Контактное сопротивление
Контактное сопротивление — сопротивление контактной области между различными материалами, например контакт металл-полупроводник. Контактное сопротивление даёт вклад в общее сопротивление системы, которое можно отнести к интерфейсам контакта электрических выводов и соединений, а не к собственному сопротивлению материала. Этот эффект в англоязычной литературе описывается термином «электрическое контактное сопротивление» англ. electrical contact resistance (ECR) и возникает в результате ограниченных площадей истинного контакта на границе раздела и присутствия резистивных поверхностных плёнок или оксидных слоёв. ECR может изменяться со временем, чаще всего уменьшаясь в процессе, известном как ползучесть сопротивления. Идея падения потенциала на инжекционном электроде была введена Уильямом Шокли, чтобы объяснить разницу между экспериментальными результатами и моделью постепенного приближения канала. В дополнение к термину ECR также используются «интерфейсное сопротивление», «переходное сопротивление». Термин «паразитное сопротивление» используется как более общий термин, в котором обычно предполагается, что контактное сопротивление является основным компонентом.

## Экспериментальная характеристика
Необходимо различать оценку контактного сопротивления в двухконтактных системах (например, диодах) и трёхконтактных системах (например, транзисторах).
Для двухконтактной схемы удельное сопротивление контакта экспериментально определяется как наклон кривой IV при V = 0
{\displaystyle r_{c}=\left\{{\frac {\partial V}{\partial J}}\right\}_{V=0}}
где J — плотность тока или ток на единицу площади. Поэтому единицы удельного сопротивления контактов обычно выражаются в омах на квадратный метр или {\displaystyle \Omega \cdot {\text{cm}}^{2}}. Когда ток является линейной функцией напряжения, говорят, что устройство имеет омические контакты.
Сопротивление контактов можно грубо оценить, сравнив результаты измерения с четырьмя выводами с результатами простого измерения с двумя выводами, выполненного с помощью омметра. В эксперименте с двумя выводами измерительный ток вызывает падение потенциала как на измерительных выводах, так и на контактах, так что сопротивление этих элементов неотделимо от сопротивления фактического устройства, с которым они включены последовательно. При измерении с четырёхточечным датчиком одна пара проводов используется для подачи измерительного тока, а вторая пара проводов, параллельная первой, используется для измерения падения потенциала на образце. В случае с четырьмя зондами нет падения потенциала на проводах измерения напряжения, поэтому падение контактного сопротивления не учитывается. Разница между сопротивлением, полученным с помощью методов с двумя и четырьмя выводами, является достаточно точным измерением контактного сопротивления при условии, что сопротивление выводов намного меньше. Удельное контактное сопротивление можно получить, умножив на площадь контакта. Также следует отметить, что контактное сопротивление может изменяться в зависимости от температуры.
В принципе, индуктивные и ёмкостные методы могут использоваться для измерения внутреннего импеданса без усложнения контактного сопротивления. На практике для определения сопротивления чаще используются методы постоянного тока.
Трёхконтактные системы, такие как транзисторы, требуют более сложных методов аппроксимации контактного сопротивления. Наиболее распространённый подход — это модель линии передачи (TLM). Здесь полное сопротивление устройства {\displaystyle R_{\text{tot}}} отображается зависимостью от длины канала:
{\displaystyle R_{\text{tot}}=R_{\text{c}}+R_{\text{ch}}=R_{\text{c}}+{\frac {L}{WC\mu \left(V_{\text{gs}}-V_{\text{ds}}\right)}}}
где {\displaystyle R_{\text{c}}} а также {\displaystyle R_{\text{ch}}} — сопротивление контакта и канала соответственно, {\displaystyle L/W} длина/ширина канала, {\displaystyle C} — ёмкость подзатворного диэлетрика (на единицу площади), {\displaystyle \mu } — подвижность носителей тока, и {\displaystyle V_{\text{gs}}} а также {\displaystyle V_{\text{ds}}} — напряжения затвор-исток и сток-исток. Следовательно, линейная экстраполяция полного сопротивления на нулевую длину канала даёт контактное сопротивление. Наклон линейной функции связан с крутизной канала и может использоваться для оценки подвижности носителей «без контактного сопротивления». Используемые здесь приближения (линейное падение потенциала в области канала, постоянное контактное сопротивление и так далее) иногда приводят к зависимому от свойств канала контактному сопротивлению.
Помимо TLM была предложена четырёхконтактная схема измерений с затвором и модифицированный метод времени пролёта (TOF). Прямые методы, позволяющие непосредственно измерить падение потенциала на инжекционном электроде, — это Кельвин-зондовая силовая микроскопия (KFM) и индуцированная электрическим полем генерация второй гармоники.
В полупроводниковой промышленности структуры с поперечно-мостовым резистором Кельвина (CBKR) являются наиболее часто используемыми тестовыми структурами для определения характеристик контактов металл-полупроводник в планарных устройствах технологии СБИС. Во время процесса измерения подают ток (I) между контактами 1 и 2 и измеряют разность потенциалов между контактами 3 и 4. Контактное сопротивление Rk затем можно рассчитать как {\displaystyle Rk=V34/I}.

## Механизмы
Для заданных физико-механических свойств материала параметры, которые определяют величину электрического контактного сопротивления (ECR) и его изменение на границе раздела, в первую очередь относятся к структуре поверхности и приложенной нагрузке (механика контакта). Поверхности металлических контактов обычно имеют внешний слой из оксидного материала и адсорбированных молекул воды, что приводит к переходам конденсаторного типа на слабо контактирующих выступах и контактам резисторного типа на сильно контактирующих выступах, где прикладывается достаточное давление, чтобы выступы проникли в оксидный слой формирование пятно контакта металл-металл. Если пятно контакта достаточно мало, с размерами, сравнимыми или меньшими, чем длина свободного пробега электронов, сопротивление в пятне может быть описано с помощью формулы Шарвина, посредством чего перенос электронов может быть описан баллистической проводимостью. Как правило, со временем пятна контакта расширяются и контактное сопротивление на границе раздела, особенно на слабо контактирующих поверхностях, уменьшается в результате сварки под действием тока и пробоя диэлектрика. Этот процесс известен также как ползучесть с сопротивления. При механистической оценке явлений ЭЦР необходимо учитывать взаимосвязь химии поверхности, механики контактов и механизмов переноса заряда.

## Квантовый предел
Когда проводник имеет пространственные размеры, близкие к {\displaystyle 2\pi /k_{\text{F}}}, где {\displaystyle k_{\text{F}}} волновой вектор Ферми в проводящем материале, закон Ома больше не выполняется. Эти небольшие устройства называются квантовыми точечными контактами. Их проводимость должна быть целым числом, кратным значению {\displaystyle 2e^{2}/h}, где {\displaystyle e} это элементарный заряд и {\displaystyle h} — постоянная Планка. Квантовые точечные контакты ведут себя больше как волноводы, чем классические провода в повседневной жизни, и могут быть описаны формализмом рассеяния Ландауэра. Точечное контактное туннелирование — важный метод характеристики сверхпроводников.

## Другие формы контактного сопротивления
Измерения теплопроводности также зависят от контактного сопротивления, что особенно важно при передаче тепла через гранулированную среду. Точно так же падение гидростатического давления (аналогично электрическому напряжению) происходит, когда поток жидкости переходит из одного канала в другой.

## Значимость
Плохие контакты являются причиной выхода из строя или плохой работы самых разных электрических устройств. Например, ржавые зажимы соединительного кабеля могут помешать попыткам завести автомобиль с разряженной батареей. Грязные или ржавые контакты на предохранителе или его держателе могут создать ложное впечатление, что предохранитель перегорел. Достаточно высокое контактное сопротивление может вызвать значительное нагревание сильноточного устройства. Непредсказуемые или шумные контакты — основная причина выхода из строя электрического оборудования.